# Кортрейк
Кортрейк (нидерл. Kortrijk, западнофлам. Kortryk, Kortrik, Kortriek), Куртрэ (фр. Courtrai) — исторический город в бельгийской провинции Западная Фландрия, на пересечении реки Лис (Лейе) и канала Лейе-Шельда. Население — 77 109 жит. (1 января 2020). Входит в состав франко-бельгийской агломерации Большой Лилль.
В 4 километрах от города расположен международный аэропорт Кортрейк-Вевелгем.

## История
Город вырос из римского поселения Корториакум (Cortoriacum), в котором в VII веке проповедовал Святой Элигий. Основанная им часовня в Средние века была перестроена в церковь св. Мартина, которая славится набором из 48 колоколов. В IX веке фландрский граф Болдуин II укрепил город на случай нападения норманнов. В Средние века Кортрейк — один из процветающих центров суконной промышленности Фландрии.

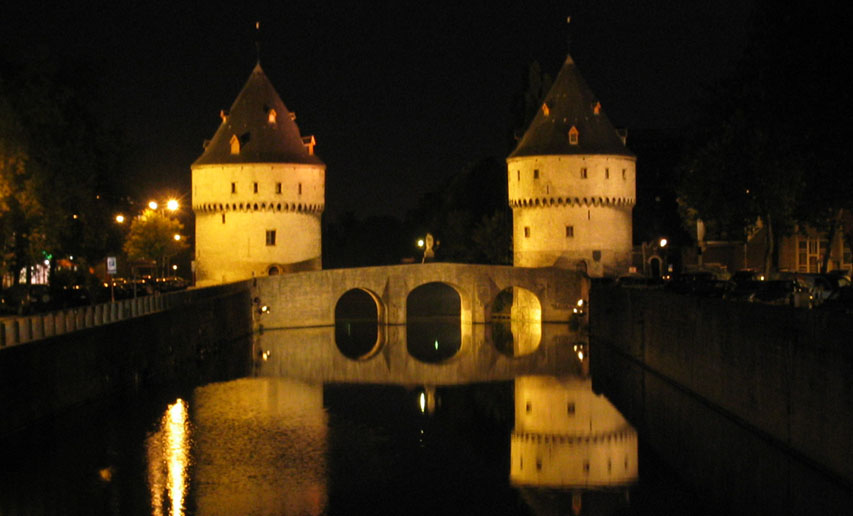
Средневековые башни и мост через Лис

Вокруг Кортрейка в Средние века произошло несколько важных сражений, наиболее знаменита из которых Битва золотых шпор 1302 года, во время которой плохо вооружённое ополчение горожан и ткачей наголову разбило рыцарскую кавалерию французского короля. В 1382 году во время очередной войны с фламандцами король Франции Карл VI захватил и разграбил город.
В следующий раз французам удалось овладеть Кортрейком только во время Деволюционной войны 1667—1668 годов, однако по Нимвегенскому миру 1678 года город был возвращен в состав Испанских Нидерландов.
Вновь захвачен и аннексирован Францией в ходе Революционных войн (1793 год), позже в 1815 году вошёл в состав Объединенного королевства Нидерландов, а после отделения от него в 1830 году Бельгии — в состав последней.
Кортрейк играл стратегическую роль в обеих мировых войнах, после разрушений которых его исторические памятники были старательно восстановлены. Помимо упомянутой церкви св. Мартина, интерес представляет церковь Богоматери (1191—1211) с капеллой графов фландрских, которую украшают средневековая статуя св. Екатерины и «Крестовоздвижение» ван Дейка. Соседнее беффруа со статуей бога торговли входит в число памятников Всемирного наследия, равно как и местный бегинаж.

## Климат
| Показатель                    | Янв. | Фев. | Март | Апр. | Май  | Июнь | Июль | Авг. | Сен. | Окт. | Нояб. | Дек. | Год   |
| ----------------------------- | ---- | ---- | ---- | ---- | ---- | ---- | ---- | ---- | ---- | ---- | ----- | ---- | ----- |
| Средний суточный максимум, °C | 5    | 6    | 10   | 13   | 18   | 20   | 22   | 23   | 19   | 15   | 9     | 6    | 13,83 |
| Средняя температура, °C       | 3    | 4    | 7    | 9    | 13,5 | 16   | 18   | 18,5 | 15   | 11,5 | 7     | 4,5  | 10,58 |
| Средний суточный минимум, °C  | 1    | 2    | 4    | 5    | 9    | 12   | 14   | 14   | 11   | 8    | 5     | 3    | 8     |
| Норма осадков, мм             | 49,1 | 38   | 36,1 | 33,7 | 33,3 | 59,2 | 56,4 | 53,4 | 52,8 | 48,8 | 55,6  | 53,4 | 569,8 |
| Источник:                     |      |      |      |      |      |      |      |      |      |      |       |      |       |

## Уроженцы
- Густав Йонге (1829—1893) — художник-портретист.
- Карл де Кейзер (род. 1958) — фотограф, член фотоагентства Magnum Photos.
- Рулант Саверей (1575—1639) — художник-пейзажист.
- Стоффель Вандорн (род. 1992) — автогонщик Формулы 1, пилот команды «Макларен».
- Нильс Дестадсбадер (род. 1988) - актёр, ведущий и певец.